# 중부 집단군
중부 집단군(독일어: Heeresgruppe Mitte, 영어: Army Group Centre)은 제2차 세계 대전 기간 동안 존재했던 나치 독일 국방군 육군의 집단군이다. 최초의 중부 집단군은 1941년 6월 22일 동부전선의 3개 집단군 중 하나로 창설되었으며(북부, 중부, 남부), 바르바로사 작전의 중앙 부분을 담당했다. 1944년 6월에 소련군의 바그라티온 작전으로 중부 집단군이 붕괴하자 중부 집단군의 병력 일부가 비스툴라 집단군(Heeresgruppe Weichsel)으로 개편되으며, 1945년 1월 25일에 쾨니히스베르크에 포위되자 기존의 북부 집단군이 쿠를란트 집단군(쿠를란트 포켓. 병력 약 20만 명)으로 개편되고 중부 집단군이 북부 집단군으로 개칭되었다. 그리고 A 집단군은 중부 집단군으로 바뀌었다. 이 2번째 중부 집단군은 1945년 5월 독일의 항복 직전까지 활동했다.

## 연혁
- 1941년 6월 22일, 창설 : 바르바로사 작전에서 동부전선의 중앙 지역 담당
- 1945년 1월 25일, 개편 : 중부 집단군을 북부 집단군으로 개칭 (동부전선 북부 담당) 및 A 집단군을  중부 집단군으로 개칭 (동부전선 중부 담당)

## 사령관
- 초대, 페도어 폰 보크 원수 : 1941년 6월 22일 ~1941년 12월 19일
- 2대, 귄터 폰 클루게 원수 : 1941년 12월 19일 ~ 1943년 10월 12일
- 대행, 권터 블루멘트리트(Günther Blumentritt) 소장 : 1941년 크리스마스 전후 (일시)
- 3대, 에른스트 부슈 원수 : 1943년 10월 29일 ~ 1944년 6월 28일
- 4대, 발터 모델 원수 : 1944년 6월 28일 ~ 1944년 8월 16일
- 5대, 게오르크한스 라인하르트 상급대장 : 1944년 8월 16일 ~ 1945년 1월 17일
- 6대, 페르디난트 쇠르너 원수 : 1945년 1월 17일 ~ 1945년 1월 25일

## 편성

### 1941년 6월
- 제4군
- 제9군

### 1941년 8월
- 제3기갑군
- 제2군
- 제4군
- 제9군
- 구데리안 군집단(Armeegruppe Guderian)

### 1943년 2월
- 제2기갑군
- 제3기갑군
- 제4군
- 제9군

### 1944년 1월
- 제3기갑군
- 제2군
- 제4군
- 제9군

### 1945년 1월
- 제3기갑군
- 제2군
- 제4군

### 1945년 5월
- 제1기갑군
- 제4기갑군
- 제7군
- 제17군

## 같이 보기
- 남부집단군
- 북부집단군

## 참고 문헌

### 서지
- Das Deutsche Reich und der Zweite Weltkrieg / hrsg. vom Militärgeschichtlichen Forschungsamt ; Bd. 8; Die Ostfront : 1943/44 ; der Krieg im Osten und an den Nebenfronten / mit Beitr. von Karl-Heinz Frieser, Bernd Wegner u.a., 1.Auflage, München 2007.
- Gerlach, C. Kalkulierte Morde. Hamburg Edition, 2000
- Ustinov, Dmitriy. Geschichte des Zweiten Welt Krieges, Volume 10. Berlin: Militärverlag der Deutschen Demokratischen Republik, 1982
- Hoth H. Panzer-Operationen. Heidelberg, Kurt Vowinckel Verlag, 1956

### 추가 자료
- Ian Kershaw, The End: The Defiance and Destruction of Hitler's Germany, 1944-1945, (New York: Penguin Press, 2011). ISBN 978-1-101-56550-6.